# Orussoidea
Orussoidea é uma superfamília de vespas-serra da ordem de insetos Hymenoptera. É composta da família Orussidae, além de duas famílias de vespas-serra já extintas: Burmorussidae e Paroryssidae. Tratam-se da linhagem-irmã dos demais himenópteros da subordem Apocrita (que contém as vespas, abelhas e formigas), de forma que as duas linhagens juntam-se formando o clado Euhymenoptera.
Assim como os Apocrita, mas diferentemente das outras vespas-serra, as espécies desta superfamília vivem como parasitoides de outros insetos.

## Taxonomia
- †Burmorussidae Qi Zhang, Dmitry S. Kopylov and A. P. Rasnitsyn, 2020 Recuperado de âmbar de Mianmar, do Cretáceo superior (Cenomaniano)[4]
  - †Burmorussus Qi Zhang, Dmitry S. Kopylov and A. P. Rasnitsyn, 2020
  - †Cretorussus Jouault, Perrichot & Nel, 2021
- †Paroryssidae Martynov 1925
  - †Microryssus Rasnitsyn 1968 recuperado da Formação Karabastau do Kazakistão, do Jurássico superior (Calloviano/Oxfordiano)[5]
  - †Paroryssus Martynov 1925 recuperado da Formação Karabastau do Kazakistão, do Jurássico superior (Calloviano/Oxfordiano)
  - †Praeoryssus Rasnitsyn 1968 recuperado da Formação Karabastau do Kazakistão, do Jurássico superior (Calloviano/Oxfordiano)
- Orussidae Newman, 1834 com fósseis do Cretáceo (Turoniano) até tempos atuais

Anteriormente, havia a proposta da infraordem Orussomorpha agrupando Orussoidea with Karatavitidae, no entanto Karatavitidae passou a ser considerada como mais ancestral que o clado Euhymenoptera.